# For Your Eyes Only (piosenka)
„For Your Eyes Only” motyw muzyczny z 12. filmu o przygodach Jamesa Bonda „Tylko dla twoich oczu”, napisanego przez Billa Conti i Micka Leesona, w wykonaniu szkockiej piosenkarki Sheeny Easton. Piosenka osiągnęła czwarte miejsce na amerykańskiej liście Billboard Hot 100 oraz ósme miejsce na brytyjskiej liście singli. Utwór został nominowany do nagrody Best Original Song podczas Oscarów w 1982 roku. 

## Historia utworu
Piosenkę napisali Bill Conti i Mike Leeson. 
Conti - który był również odpowiedzialny za partyturę filmu - pierwotnie napisał piosenkę, myśląc o artystach takich jak Donnie Summer lub Dusty Springfield, których uważał za „pasujących do stylu Bonda”. Studio filmowe United Artists zasugerowało Sheenę Easton, obiecującą piosenkarkę, która niedawno zdobyła pierwsze miejsce w Ameryce dzięki „ Morning Train ”. Conti po przesłuchaniu debiutanckiego albumu Eastona Take My Time  był rozczarowany, ale po osobistym spotkaniu z Easton postanowił nawiązać z nią współpracę. 
W tekstach Leesona zwrot „tylko dla twoich oczu” znajdował się pierwotnie tylko w ostatnim wierszu, ponieważ autor tekstów uważał, że może użyć tego wyrażenia jedynie jako konkluzję. Po tym, jak Maurice Binder (odpowiedzialny za napisy końcowe filmu) narzekał na konieczność zsynchronizowania odsłonięcia tytułu z tekstem piosenki, Conti postanowił pracować z Leesonem nad takim opracowaniem tekstu, aby pierwsze słowa piosenki zostały odśpiewane w chwili ukazania się tytułu filmu.  
W chwili premiery filmu, Easton była jedyną artystką śpiewającą piosenkę tytułową do filmu o Bondzie, występującą podczas sceny początkowej, ponieważ Maurice'owi Binderowi spodobała się prezencja piosenkarki i postanowił uwzględnić ją w napisach końcowych.  Według Rogera Moore'a, "jej uwodzicielski wygląd w tych klipach był bardziej seksowny niż jakakolwiek dziewczyna Bonda" chociaż sama Easton twierdziła, że proces kręcenia filmu był bardzo nieatrakcyjny. Przykładowo, Binder musiał przymocować Sheenę do krzesła, aby nie poruszała się podczas ujęcia, w którym kamera robiła zbliżenie na usta piosenkarki.  
To była jedna z niewielu piosenek, w której swego wkładu nie miał John Barry. Autor piosenki -Christopher Neil - był wówczas stałym producentem Easton. 
Piosenka została wydana jako singiel w czerwcu 1981 r., Równocześnie z premierą filmu. Stała się światowym hitem, osiągając pierwszą dziesiątkę w Wielkiej Brytanii, numer 1 w Holandii i pierwszą piątkę w USA. Pozostaje jednym z największych hitów Sheeny Easton i znajduje się na albumach ze ścieżką dźwiękową kompilacji. 

## Teledysk
Wydano dwa różne teledyski do tej piosenki - pierwszą była sekwencja tytułowa Maurice'a Bindera z filmu, ale z usuniętymi napisami (tym samym widać jedynie Sheenę Easton,  śpiewającą niniejszy utwór), podczas gdy druga była bardziej konwencjonalna i wyreżyserowana przez Steve'a Barron'a. Muzyka tej piosenki, z innym tekstem i innym tytułem („To Know No Boundaries”), została wykorzystana w serii reklam Merrill Lynch w połowie lat 80. 

## Covery
- Johnny Pearson, na swoim albumie instrumentalnym z 1982 roku, On Golden Pond.
- Helena Vondráčková nagrała czeski utwór „Jsem Stále Stejná” dla swojego albumu Zrychlený Dech z 1983 roku.
- Bradley Joseph, który przez wiele lat koncertował z Easton jako jej dyrektor muzyczny, zaaranżował wersję instrumentalną do swojego albumu z 2006 roku, Piano Love Songs.
- Również w 2006 roku utwór doczekał się coveru przez Thomasa Andersa w jego swingowym albumie „ Songs Forever”.
- Piosenkę wykonał austriacki zespół symfonicznego metalu Edenbridge. Został wydany jako singiel w 2006 roku.
- Freedy Johnston, na kompilacji złożonej z wielu wykonawców z 2017 roku pt. Songs, Bond Songs: The Music Of 007[6].

## Pozycje na listach przebojów
| Notowanie (1981)                              | Najwyższa pozycja |
| --------------------------------------------- | ----------------- |
| Kent Music Report (Australia)                 | 6                 |
| Top 40 (Austria)                              | 3                 |
| Ultratop (Belgia)                             | 5                 |
| RPM Top Singles (Kanada)                      | 5                 |
| Holandia (Dutch Top 40)                       | 1                 |
| Holandia (Single Top 100)                     | 1                 |
| Francja                                       | 4                 |
| Top 100 (Niemcy)                              | 5                 |
| Irlandia                                      | 11                |
| Oricon (Japonia)                              | 22                |
| Recording Industry Association of New Zealand | 4                 |
| Norwegia                                      | 1                 |
| Hiszpania                                     | 11                |
| Szwecja                                       | 3                 |
| Hitparade (Szwajcaria)                        | 1                 |
| Wielka Brytania (Singles Top 100)             | 8                 |
| Stany Zjednoczone (Hot 100)                   | 4                 |
| US Billboard Adult Contemporary               | 6                 |

## Alternatywna odrzucona piosenka motywu
Podobnie jak inne wcześniejsze utwory z serii filmów o Bondzie, wersja Sheeny Easton nie była jedyną nagraną piosenką do filmu. Zespół rockowy Blondie także nagrał piosenkę do filmu, który został wybrany do studia.